# А вы могли бы?
Я сразу смазал карту будня,

плеснувши краску из стакана;

я показал на блюде студня

косые скулы океана.

На чешуе жестяной рыбы

прочел я зовы новых губ.

А вы

ноктюрн сыграть

могли бы

на флейте водосточных труб?
«А вы могли бы?» — стихотворение русского и советского поэта Владимира Маяковского, написанное в 1913 году.

## История

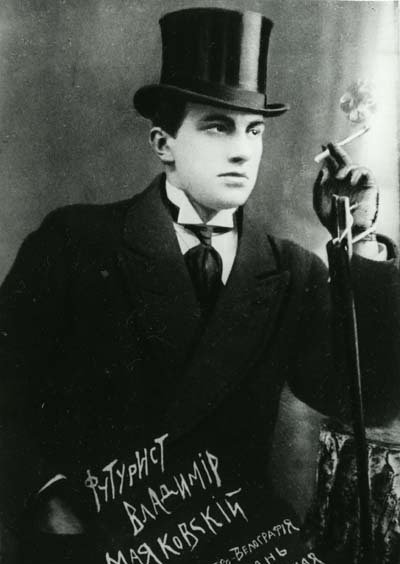
Владимир Маяковский в 1914 году

Впервые стихотворение было опубликовано в марте 1913 года в литературно-художественном сборнике футуристической группы «Гилея» «Требник троих». Однако эта версия отличалась от той, что печаталась в более поздних изданиях. Так, в стихотворении отсутствовал заголовок, четвертостишия были поменяны местами, отсутствовали знаки препинания. Несколько изменений было и в тексте: в «Требнике троих» вместо «Я сразу смазал карту будня» значилось «Я стёр границы в карте будня», вместо «новых губ» — «вещих губ», вместо «Я показал» — «И показал», вместо «На флейте водосточных труб» — «На флейтах водосточных труб».
Как считают исследователи Леонид Большухин и Мария Александрова, изменения, внесённые Маяковским в первоначальный текст, свидетельствуют об эволюции его идиостиля, заключающейся в преодолении символистского влияния, стилевой зависимости от литературных впечатлений — в частности, от стихов Александра Блока и Андрея Белого.
Стихотворение «На чешуе жестяной рыбы…» открывало подборку стихотворений Маяковского в «Требнике троих» и следовало сразу за двумя портретами поэта работы Давида Бурлюка и Владимира Бурлюка.
Стихотворение сохранилось в авторском чтении Маяковского.

## Содержание
Стихотворение относится к раннему периоду творчества Маяковского. Лирический герой поэтизирует обыденность — «карту будня», «блюдо студня», «чешую жестяной рыбы» (вывеску), «водосточные трубы». Это образы городского пейзажа, который был типичен для его ранней поэзии. Исследователь Александр Михайлов обнаруживает в ранней поэзии Маяковского романтическую традицию и вместе с тем высокую близость лирического героя автору, которая в некоторых стихотворениях доходит до биографичности.
По мнению Дядичева, основной конфликт стихотворения — несовместимость обыденной жизни и поэтического восприятия реальности. Он обусловливает и череду противопоставлений, на которых основано стихотворение: как между образами реальности и образами воображения, так и между «я» и «вы». Таким образом лирический герой бросает вызов толпе. Более метафизически стихотворение трактуют Леонид Большухин и Мария Александрова. По их мнению, адресат обращения, вынесенного в заголовок и обозначенного в последнем четверостишии, — не толпа, а проступающее из хаоса «лицо вселенной»:
...Лирический герой надеется обрести партнёра по диалогу, ощутить родство с миром в самом акте творения.
Литературовед Николай Харджиев отмечает наличие нескольких метафорических планов в стихотворении: первый — это «натюрморт», второй — звуковой (ноктюрн, флейты), третий — динамические образы, выраженные в глаголах.

## Особенности
С формальной точки зрения стихотворение представляет собой два четверостишия с перекрёстной рифмовкой без разделения на строфы. Однако предпоследняя строчка, содержащая вызов, графически разделена на три: «А вы / ноктюрн сыграть / могли бы…» Дополнительные паузы подчёркивают и помогают понять общий смысл. Размер стихотворения — четырёхстопный ямб.
Владимир Дядичев отмечает отличие позиции лирического героя стихотворения «А вы могли бы?» с субъектами других ранних стихов «Утро» и «Ночь»: он «уже не просто наблюдает, фиксирует городские картины, а действует сам». Этому способствует обилие глагольных форм, связывающих образы: «смазал», «плеснувши», «показал», «прочёл».
Литературовед Николай Харджиев назвал «А вы могли бы?» первым декларативным стихотворением Маяковского, «где он утверждает право поэзии преображать будничную действительность».
Исследователи Леонид Большухин и Мария Александрова считают стихотворение «А вы могли бы?» рубежным текстом в лирическом творчестве Маяковского. По их мнению, в отличие от произведений «догероического цикла» («Ночь», «Утро», «Порт», «Уличное», «Из улицы в улицу»), здесь впервые возникает лирический герой Маяковского и определяется стратегия построения художественного мира в антропологических координатах.

## Критика

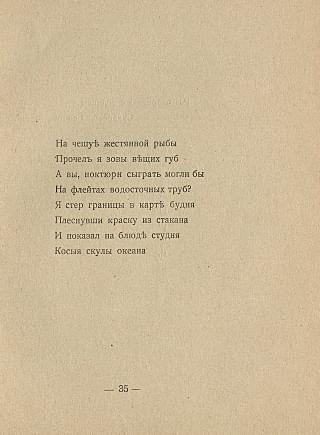
Страница из сборника «Требник троих» с первой версией стихотворения

Советский писатель Андрей Платонов высоко оценил стихотворение в статье 1940 года «Размышление о Маяковском». По его мнению, поэт (лирический герой) пытается путём воображения преодолеть «великую тоску», одиночество и недостаток любви:
...Поэт возмещает  отсутствие реальной возможности видеть мир океана своим воображением. При этом воображение поэта столь мощно, что он приобретает способность видеть сам и показывать читателя океан и зовущие губы посредством самых «неподходящих» предметов... Для плохого музыканта нужно много условий, чтобы он создал произведение; большой же музыкант при нужде сыграет пальцами на полене, и всё же его мелодия может быть расслышана и понята.
Исследователь С. А. Петрова обнаруживает в стихотворении связь с другими художественными направлениями той же эпохи — экспрессионизмом и акмеизмом: к такому выводу приводит конкретность обозначенных образов.

## Отражение в культуре
Российская группа «Skaльпель», играющая в стиле ска, записала композицию «А вы могли бы?», использовав полный текст стихотворения Маяковского. Она вошла в альбом «Ska на меди водосточных труб», название которого также основано на тексте того же произведения.

## Переводы
Стихотворение «А вы могли бы?» неоднократно переводилось на другие языки. В частности, на английский его перевели Дженни Уэйд («And could you?»), Руперт Мортон («And what could you do?»), Дмитрий Смирнов-Садовский («But Could You?»), Дориан Роттенберг («What about you?»), Андрей Кнеллер («I smeared the weekday map…»), на шотландский — Эдвин Морган («Ay, But Can Ye?»), на немецкий — Эрик Бёрнер («Und könntet ihr?»), на французский — Анри Абриль («Et vous, le pourriez-vous?»), на испанский — Хосе Мануэль Прието («¿Y usted podría?»), на венгерский — Тамко Сирато («S ti tudnátok-e?»), на румынский — Лео Бутнару («Dar voi aţi putea?»), на белорусский — Андрей Хаданович («А вы маглi б?»).